# Гольд, Дани
Да́ни Гольд (вариант написания: Да́ни Голд, ивр. דני גולד‎; полное имя — Даниэ́ль Гольд, ивр. דניאל גולד‎; род. 27 марта 1961, Тель-Авив, Израиль) — бригадный генерал запаса Армии обороны Израиля, нынешний глава Администрации по исследованию, разработке вооружений и технологической инфраструктуры (МАФАТ) Министерства обороны Израиля и Армии обороны Израиля (с июня 2016 года), лауреат Премии обороны Израиля за свой вклад в разработку израильской системы противоракетной обороны «Железный купол».

## Биография
Гольд родился в 1961 году в Тель-Авиве в семье Авраама и Авивы Гольд, выходцев из Венгрии, переживших Холокост. Изучал электронную инженерию в рамках программы «академического резерва», позволяющей получение отсрочки от службы в армии ради получения высшего образования для дальнейшей службы в армии по полученной специальности.
В 1983 году был призван на службу в Военно-воздушных силах Армию обороны Израиля. Занимал ряд должностей, связанных с электроникой, боевой техникой и радиоэлектронной борьбой, в ВВС и Администрации по исследованию, разработке вооружений и технологической инфраструктуры (МАФАТ), в том числе должность главы департамента боевой техники и авионики ВВС, главы департамента электронных систем и радиоэлектронной борьбы МАФАТ и главы подразделения НИОКР МАФАТ.
В ходе исполнения своих должностей возглавлял проекты по разработке продвинутых технологий, в том числе БПЛА, систем дигитальной армии, средств связи и управления войсками, разведывательной аппаратуры. За время службы четыре раза удостаивался премии Командующего ВВС Израиля.
В звании полковника вышел на учёбу, защитив две докторские диссертации за два года.
В сферу ответственности Гольда на посту главы подразделения НИОКР МАФАТ входила, помимо прочего, разработка тактической системы противоракетной обороны «Железный купол». Гольд активно продвигал проект, несмотря на отсутствие необходимых формальных согласований и утверждённого должным образом бюджета, и по собственной инициативе привлёк к процессу разработки израильский оборонный концерн Rafael в обход необходимых процедур государственной закупки.
В 2009 году данное самовольное поведение Гольда при продвижении проекта «Железный купол» подверглось критике в отчёте Государственного контролёра Израиля. Описывая в отчёте действия Гольда Государственный контролёр отметил, что Гольд присвоил себе полномочия Начальника Генштаба, министра обороны и Правительства Израиля, перед тем как эти уполномоченные органы утвердили проект. Проект и сам Гольд были подвергнуты нападкам критиков и скептиков. Часть критики была связана также с давлением интересантов и политическими соображениями: приоритизировав разработку «Железного купола», Гольд отклонил предложение сосредоточиться на развитии конкурирующей с «Железным куполом» лазерной системы «Наутилус», в разработку которой уже было вложено 600 миллионов долларов США из средств американской оборонной поддержки и в продвижении которой был заинтересован израильский оборонный концерн IAI.

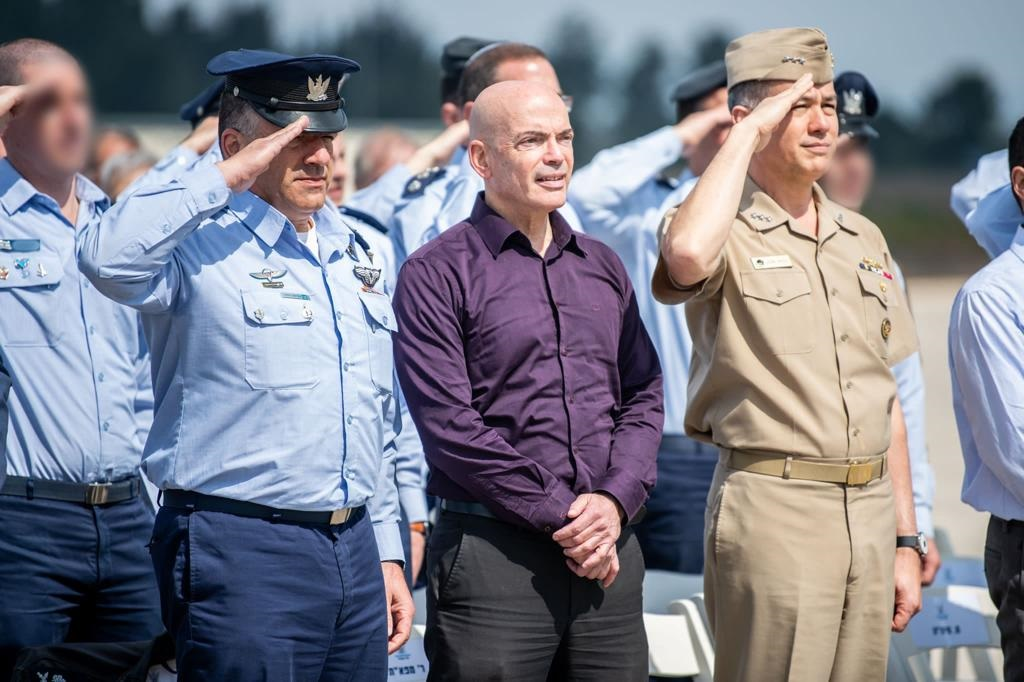
Гольд (посередине) на церемонии передачи системы «Небесная роса», 2022

Однако значительный боевой успех разработанной под руководством Гольда системы «Железный купол», проявившей себя в ходе операции «Облачный столп» в секторе Газа в ноябре 2012 года, заставил командование пересмотреть отношение к подходу Гольда, и в 2012 году ему была присвоена Премия обороны Израиля за его вклад в разработку системы.
В 2014 году Гольд завершил свою военную службу в звании бригадного генерала (тат-алуф) и открыл собственную компанию Gold R&D Technology and Innovation Ltd. Также возглавил Национальную комиссию по продвижению НИОКР в сфере кибервойны.
В 2014 году Гольду было присвоено звание почётного члена Академического центра имени Руппина, а во время празднования Дня независимости Израиля в 2015 году Гольд получил почётное право зажечь один из факелов на торжественной церемонии в честь праздника на площади на горе Герцля в Иерусалиме.
В апреле 2016 года было опубликовано решение министра обороны Моше Яалона назначить Гольда главой Администрации по исследованию, разработке вооружений и технологической инфраструктуры (МАФАТ), и Гольд вступил на эту должность 30 июня 2016 года.
На должности главы МАФАТ Гольд руководил, помимо прочего, созданием Национального технологического центра по борьбе с коронавирусной инфекцией, учреждённого в марте 2020 года с целью поиска решений по борьбе с пандемией в различных областях и задействовавшего участников из оборонной и гражданской промышленности Израиля, Армии обороны Израиля и других силовых ведомств, академических кругов и сферы здравоохранения. В конце 2024 года в МАФАТ под руководством Гольда было открыто новая администрация по вопросам искусственного интеллекта и автономных технологий, предназначенная задействовать экспертов из технологических подразделений Армии обороны Израиля, исследователей из академических кругов, представителей стартапов и оборонной промышленности для обеспечения прорыва в оперативных и технологических возможностях Армии обороны Израиля в этих направлениях.

### Образование и личная жизнь
Гольд обладает двумя докторскими степенями Тель-Авивский университета: в области электронной инженерии и в области делового администрирования (со специализацией в управлении технологиями).
Женат, отец двоих детей.

## Публикации
- Гольд, Д. Шумы квантования, паразитные сигналы и их уменьшение при грубом и точном квантовании = רעשי קוונטיזציה, אותות שווא והקטנתם בקוונטיזציה גסה ועדינה (иврит). — Тель-Авив: Тель-Авивский университет, 2000.